# خبز (نان)
خُبْزْ که به‌طور متناوب به صورت Khoubz ،Khobez یا Khubez ترجمه می‌شود، کلمه معمولی برای «نان» در عربی استاندارد و در بسیاری از زبان‌های عامیانه است.
از جمله نان‌های رایج در کشورهای خاورمیانه نان پیتای جیبی در شام و مصر و نان تنوری تخت در عراق است.
قدیمی‌ترین نوع نان شناخته‌شده که توسط باستان‌شناسان در صحرای سوریه (جنوب سوریه امروزی و شمال اردن امروزی) یافت شده است، قدمتی ۱۴۰۰۰ ساله دارد. این نوعی نان مسطح بدون خمیرمایه بوده که با چندین نوع غلات وحشی درست می‌شده است.

## نان تنوری
در عراق محبوب‌ترین نان، نان تنور (ḵubz al-tannūr، خبز التنور) است که شبیه دیگر نان‌های مسطح کمی خمیر شده مانند نان بربری ایرانی، نان تخت آسیای مرکزی و جنوبی (مانند نان) و پایه پیتزا است. (نان تنور و نان تابون را نیز ببینید)
کلمه tannur (تنور) از کلمه اکدی tinūru گرفته شده است (𒋾𒂟) که از بخش‌های tin «گل» و nuro/nura «آتش» تشکیل شده است و در حماسه اکدی گیلگمش ذکر شده است.
شش دستور پخت نان در تنور در کتاب آشپزی قرن دهم کتاب الطبیخ ابن سیار الوراق گنجانده شده است.
در نتیجه تحریم‌های اقتصادی اعمال شده بر عراق در دهه ۱۹۹۰، تولید نان به روش سنتی در تنور افزایش یافت.

## نان پیتا
پیتا یک نان تخت است که در بسیاری از غذاهای مدیترانه ای، بالکان و خاورمیانه یافت می‌شود. در کشورهای عربی نان پیتا به صورت نان گرد تولید می‌شود، قطر آن ۱۸ سانتیمتر (۷ اینچ) تا ۳۰ سانتیمتر (۱۲ اینچ) و نازک است و در هنگام پخت پف می‌کند. از آنجایی که حاوی هیچ چربی اضافه‌ای نیست، به سرعت خشک می‌شود و بهتر است در حالی که هنوز گرم است مصرف شود. بعداً ممکن است سفت شود.
خاستگاه پیتای جیبی خاورمیانه است. این نان با نام‌های نان عربی، نان لبنانی یا نان سوری نیز شناخته می‌شود.
در آشپزی مصری، فلسطینی، اردنی، لبنانی و سوری، تقریباً هر غذای خوش طعمی را می‌توان در نان پیتا یا روی آن میل کرد. این یکی از مواد غذایی اصلی در غذاهای لبنانی است. پر کردن‌های رایج شامل فلافل، شاورما بره یا مرغ، کباب، املت‌هایی مانند شاکشوکا (تخم مرغ و گوجه فرنگی)، هوموس و سایر مزه‌ها است.
اتباع کشورهای دیگر، به عنوان مثال، آسیای جنوبی، نیز آن را به عنوان جایگزینی برای روتی با کاری، سبزیجات پخته شده یا گوشت (خشک یا سس) مصرف می‌کنند.

## زبان عامیانه مغربی فرانسه
در میان واژه‌های ترکیبی عربی-فرانسوی که در زبان فرانسه مغربی محاوره‌ای استفاده می‌شود، خوبزیسته به فردی اطلاق می‌شود که دارای انگیزه سیاسی ناشی از فرصت طلبی، خوبزیسم، که هر دو از بز، خوبز/خوبز مشتق شده‌اند.